# Lepiota sindhudeltana
Lepiota sindhudeltana — вид грибів з родини печерицеві (Agaricaceae). Описаний у 2022 році.

## Поширення
Ендемік Пакистану. Поширений у дельті річки Інд та на берегах річки Раві у штаті Пенджаб. Росте на піщаному ґрунті під купинами трави Tripidium bengalense.

## Опис
Характеризується тьмяно-помаранчевими притиснутими лусочками на ворсі, тонким ворсинковим контекстом, блідо-жовтими ламелями, ніжкою округлою або злегка видовженою в основі, базидіоспорами від широко еліпсоїдної до довгастої, короткі, булавоподібні прямостоячі пілеальні гіфи та вузько булавоподібні кінцеві гіфи стіпіпіпелліса.